# Vladimir Krilov
Vladimir Krylov (Unión Soviética, 26 de febrero de 1964) fue un atleta soviético, especializado en la prueba de 4 x 100 m en la que llegó a ser subcampeón mundial en 1987 y campeón olçimpico en 1988.

## Carrera deportiva
En el Mundial de Roma 1987 ganó la medalla de plata en relevos 4 x 100 metros, con un tiempo de 38.02 segundos que fue récord de Europa, llegando a la meta por detrás de Estados Unidos y por delante de Jamaica, siendo sus compañeros de equipo: Viktor Bryzgin, Vladimir Muravyov y Alexander Yevgeniev.
Al año siguiente ganó el oro en la misma prueba, por delante de Reino Unido y Francia.